# Rondell (Kaiserhammer)

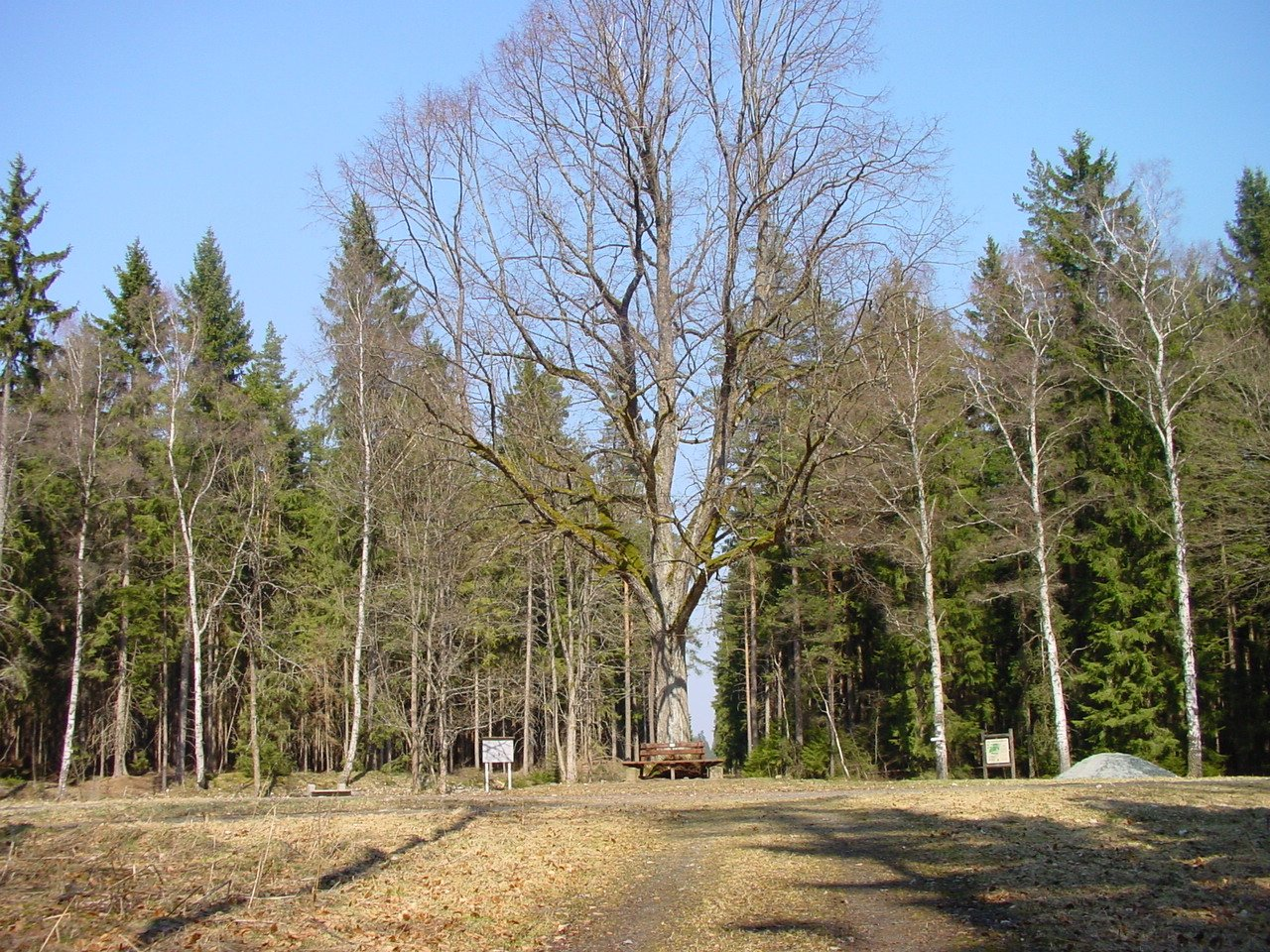
Rondell bei Kaiserhammer

Das Rondell ist ein dicht bewaldeter Höhenrücken (561,9 m ü. NN) bei Kaiserhammer östlich von Marktleuthen.

## Historie
Auf diesem Höhenrücken, einem freien Platz, von dem acht Wege sternförmig in 45-Grad-Winkeln in den Wald hineinlaufen, wollte Markgraf Friedrich ein Jagdschloss zur Parforce-Jagd bauen. Der Bau wurde aber wegen Geldmangels in der zweiten Hälfte des 18. Jahrhunderts eingestellt.
Alternativ zur historischen Erklärung gibt es die Version über eine auffällige Besonderheit des Rondells bei Kaiserhammer. Betrachtet man diese Wegespinne auf einer Landkarte, muss man feststellen, dass die acht Wege nicht nach den Himmelsrichtungen orientiert sind.

## Theorie von Karl Bedal
Die Wegespinne hat genau die Richtung wie einige absolut gerade Linien, welche zum Beispiel von Vohenstrauß in der Oberpfalz nach Gattendorf bei Hof an der Saale oder von dort nach Scheßlitz bei Bamberg auf der Landkarte gezogen werden können, und zwar einmal parallel, ein anderes Mal im rechten Winkel versetzt. Auf diesen Linien sind immer im Abstand von 6,75, 13,5 oder 27 Kilometern markante Flurdenkmäler aufgereiht. Dies lässt vermuten, dass die Wegespinne schon vor der Planung des Jagdschlosses durch Architekt Carl von Gontard vorhanden war. Der Heimatforscher Karl Bedal entwickelte eine Theorie, die als spekulativ und mystifizierend kritisiert wird, zumal kein zwingender innerer Zusammenhang, auch zeitlich, zwischen den Objekten besteht.
Ähnlich wie bei den Drei Kreuzen bei Vohenstrauß lassen sich nach Karl Bedal außer den eben besprochenen achtstrahligen Sternlinien noch andere markante Punkte mit den Entfernungen von 6,75 und 13,5 Kilometern ausmessen. Vom Rondell sind es zum Steinkreuz bei Grünfleck 6,75 Kilometer, zur Waldabteilung Richters Tod am Großen Kornberg, 500 Meter südlich der Försterruhe, sind es ebenfalls 6,75 Kilometer, zur ehemaligen Burg von Bernstein 6,75 Kilometer und zur Ortschaft Himmelreich, südöstlich von Asch, 13,5 Kilometer. Zieht man vom Rondell eine Linie zum Hirschstein, wo die Burg Hirschstein der Hirschberger auf die Granittürme gebaut war, kann man feststellen, dass die Entfernung wiederum genau 6,75 Kilometer beträgt.
Verlängert man nach Karl Bedal diese Linie um weitere 6,75 Kilometer, kommt man zum „Frosch“ in Schwarzenbach an der Saale, einem etwa 170 Tonnen wiegenden Steinkoloss in der Form eines sitzenden Frosches, der 10 Meter lang, 5 Meter breit und 2 Meter dick ist. Solche „Frösche“ gibt es in vielen Größen, sie sind immer in dieses 6,75- bzw. 13,5-Kilometer-System eingebunden. In all diesen Fällen gibt es eine Verknüpfung mit einer Begrenzung. Man kommt der Lösung näher, wenn man weiter südlich, bei Tirschenreuth, die sogenannte Frais oder auch Fraisch betrachtet. Durch das Wort Fraisch wird eine Gerichtsbarkeit bezeichnet. Zweifellos handelt es sich bei solchen „Fröschen“ um Fraischsteine, die eine Gerichtsgrenze markierten.